# 32e cérémonie des Nika
La 32e cérémonie des Nika, organisée par l'Académie Russe des Sciences et des Arts Cinématographiques, se déroule au Théâtre "chanson russe" à Moscou le 30 mars 2019 et récompense les films russes sortis en 2018.
Le film La Guerre d'Anna d'Alekseï Fedortchenko remporte le Nika du meilleur film et le Nika de la meilleure actrice.

## Palmarès

### Nika du meilleur film
- La Guerre d'Anna d'Alekseï Fedortchenko
- Dovlatov d'Alexeï Guerman Jr
- Histoire d'une nomination d'Avdotia Smirnova
- Leto de Kirill Serebrennikov
- L'Homme qui a surpris tout le monde de Natalia Merkoulova et Alexeï Tchoupov

### Nika du meilleur film de CEI, de Géorgie et des États baltes
- Le Cygne de cristal de Daria Jouk •  Biélorussie
- Berlin - Akkurgan de Zoulfikar Mousakov •  Ouzbékistan
- La Tendre Indifférence du monde de Adilkhan Yerzhanov •  Kazakhstan
- Munaabia de Taalaibek Koulmendeev •  Kirghizistan
- Excellente corruption de Yevgeny Damaskin •  Moldavie

### Nika du meilleur documentaire
- Paradjanov. Tarkovski. Antipenko.  Clair obscur de Andreï Osipov
- Alexandre Galitch. Take off your belts forever de Elena Yakovich
- Mère blanche de Evgueni Ostanina et Zosya Rodkevich

### Nika du meilleur film d'animation
- Sais-tu, maman, où j'étais ? de Levan Gabriadze
- Hofmaniada de Stanislav Sokolov
- Mitina love de Svetlana Filippova

### Nika du meilleur réalisateur
- Kirill Serebrennikov pour Leto
- Alexeï Guerman Jr pour Dovlatov
- Natalia Merkoulova et Alexeï Tchoupov pour L'Homme qui a surpris tout le monde
- Alekseï Fedortchenko pour La Guerre d'Anna

### Nika du meilleur acteur
- Alexeï Serebriakov pour son rôle dans Les Van Gogh
- Yevgeny Tsyganov pour son rôle dans L'Homme qui a surpris tout le monde
- Stepan Devonin pour son rôle dans Le Cœur du monde

### Nika de la meilleure actrice
- Marta Kozlova pour son rôle dans La Guerre d'Anna
- Natalia Koudriachova pour son rôle dans L'Homme qui a surpris tout le monde
- Irina Starchenbaum pour son rôle dans Leto

### Nika du meilleur acteur dans un second rôle
- Iouri Kouznetsov pour son rôle dans L'Homme qui a surpris tout le monde
- Alexandre Gortchiline pour son rôle dans Leto
- Philip Gourevitch pour son rôle dans Histoire d'une nomination
- Dmitri Podnozov pour son rôle dans Le Cœur du monde

### Nika de la meilleure actrice dans un second rôle
- Yelena Koreneva pour son rôle dans Les Van Gogh
- Youlia Aoug pour son rôle dans Leto
- Irina Gorbatcheva pour son rôle dans Histoire d'une nomination

### Nika du meilleur scénario
- Avdotia Smirnova, Anna Parmas et Pavel Basinsky pour Histoire d'une nomination
- Natalia Merkoulova et Alexeï Tchoupov pour L'Homme qui a surpris tout le monde
- Natalia Mechtchaninova et Alekseï Fedortchenko pour La Guerre d'Anna

### Nika de la meilleure photographie
- Youri Klimenko pour Les Van Gogh
- Vladislav Opelyants pour Leto
- Alisher Khamidkhodzhaev pour La Guerre d'Anna

### Nika du meilleur montage
- Youri Karikh pour Leto
- Dacha Danilova pour Le Cœur du monde
- Pavel Khanioutine et Hervé Schneid pour La Guerre d'Anna

### Nika de la meilleure musique
- Leonid Desyatnikov et Alexeï Sergounine pour Les Van Gogh
- Roman Zver et Herman Osipov pour Leto
- Vladimir Komarov et Atsuo Matsumoto pour La Guerre d'Anna

### Nika du meilleur son
- Boris Voight pour Leto
- Vincent Arnardi pour La Guerre d'Anna
- Vasily Fedorov pour Acid

### Nika des meilleurs décors
- Elena Okopnaya pour Dovlatov
- Alexeï Maximov pour La Guerre d'Anna
- Andreï Ponkratov pour Leto

### Nika des meilleurs costumes
- Tatiana Patrakhaltseva pour Histoire d'une nomination
- Tatiana Dolmatovskaya pour Leto
- Elena Okopnaya pour Dovlatov

### Nika de la révélation de l'année
- Roman Zver - acteur de Leto
- Alexandre Gortchiline - réalisateur de Acid
- Marta Kozlova - actrice de La Guerre d'Anna

### Nika spéciaux
- Otar Iosseliani
- Irina Rubanova
- Domashniy arest - Semyon Slepakov, Pyotr Buslov

## Statistiques

### Récompenses/nominations multiples
4/12 : Leto
4/4 : Les Van Gogh
2/10 : La Guerre d'Anna
2/6 : L'Homme qui a surpris tout le monde
2/5 : Histoire d'une nomination
1/4 : Dovlatov
0/3 : Le Cœur du monde
0/2 : Acid